# 1897 у кіно

## Фільми
- Нова подушкова війна

## Персоналії

### Народилися
- 3 січня:
  - Меріон Дейвіс, американська комедійна акторка німого кіно (пом. 1961).
  - Пола Неґрі, американська акторка польського походження (пом. 1987).
- 17 січня — Нільс Астер, шведський актор (пом. 1981).
- 10 лютого — Джудіт Андерсон, австралійська та американська акторка театру, кіно та телебачення (пом. 1992).
- 19 лютого — Альма Рубенс, американська акторка німого кіно (пом. 1931).
- 16 березня — Конрад Найджел, американський актор (пом. 1970).
- 25 березня — Жан Епштейн, французький кінорежисер, теоретик, критик (пом. 1953).
- 30 березня — Роберт Ріскін, американський сценарист і драматург (пом. 1955).
- 4 квітня — П'єр Френе, французький театральний і кіноактор (пом. 1975).
- 13 квітня — Тіссе Едуард Казимірович, радянський кінооператор, режисер (пом. 1961).
- 18 квітня — Крушельницький Мар'ян Михайлович, український актор, театральний режисер (пом. 1963).
- 20 квітня — Грегорі Ратофф, американський режисер, актор і продюсер російського походження (пом. 1960).
- 2 травня — Віктор Якович Станіцин, радянський актор театру і кіно, театральний режисер, народний артист СРСР (пом. 1976).
- 6 травня — Гаррі д'Аббаді д'Арраст, французький сценарист і режисер, аргентинського походження (пом. 1968).
- 18 травня — Френк Капра, американський кінорежисер і продюсер італійського походження, лауреат премії «Оскар» (пом. 1991).
- 29 травня — Еріх Вольфганг Корнгольд, австрійський композитор та піаніст, автор музики до кінофільмів (пом. 1957).
- 5 червня (22 травня) — Микола Кутузов, радянський актор театру і кіно (пом. 1981).
- 10 липня — Джон Гілберт, один з найпопулярніших американських акторів епохи німого кіно (пом. 1936).
- 23 липня — Пославський Борис Дмитрович, радянський актор (пом. 1951).
- 1 серпня — Лія Мара, німецька акторка німого кіно (пом. 1960).
- 4 серпня — Джозеф Каллея, мальтійський співак і актор (пом. 1975).
- 9 серпня — Ноель-Ноель, французький актор, сценарист (пом.1989).
- 12 серпня — Кубек Глезмон, американський сценарист (пом. 1938).
- 25 серпня — Шпиковський Микола Григорович, український радянський кінорежисер, сценарист (пом. 1977).
- 31 серпня — Фредрік Марч, американський актор театру та кіно (пом. 1975).
- 3 вересня — Мічурін Геннадій Михайлович, радянський російський актор театру і кіно (пом. 1970).
- 8 вересня — Комарецька Любов Василівна, українська акторка театру і кіно (пом. 1987).
- 6 жовтня:
  - Герхард Лампрехт, німецький кінорежисер та сценарист (пом.1974).
  - Анджапарідзе Веріко Івліанівна, грузинська акторка театру і кіно (пом. 1987).
- 8 жовтня — Марсель Ерран, французький актор театру та кіно, театральний режисер (пом. 1953).
- 21 жовтня — Ллойд Г'юз, американський актор німого кіно (пом. 1958).
- 7 листопада — Герман Манкевич, голлівудський сценарист (пом. 1953).
- 14 листопада — Бабіївна Ганна Іллівна, українська акторка театру й кіно (пом. 1979).
- 24 листопада — Аветисян Авет Маркосович, актор театру і кіно (пом. 1971).
- 17 грудня:
  - Чайка Варвара Пилипівна, українська акторка театру і кіно (пом. 1976).
  - Корецький Леонід Михайлович, український радянський організатор кіновиробництва (пом. 1980).
- 25 грудня — Дороті Петерсон, американська акторка (пом. 1979).
- 30 грудня — Лоуренс Вайнгартен, американський кінопродюсер (пом. 1975).